# Emil Schouw
Emil Schouw Pedersen (født 4. juli 1985) er en dansk fodboldspiller. Han startede karrieren i Haslev FC, hvor han spillede, indtil han blev junior. Han spillede herefter i FC Københavns ungdomsafdeling KB, hvor han blev danmarksmester som yngling. Senere skiftede han til Herfølge, hvor han spillede U/19, Superligaen og siden i 1. division. I sommeren 2006 skiftede han til divisionsrivalerne fra Næstved, hvor han spillede en stribe 1. divisionskampe.
Efter fem sæsoner i Næstved valgte Schouw at neddrosle fodbolden, og han skiftede til Vanløse i 2. division, hvor han spillede et par sæsoner.
I sin ungdom spillede Schouw i alt 12 landskampe for U/16 og U/17.
Emil Schouw blev uddannet fysioterapeut i 2011 og osteopat D.O. i 2016. Han arbejder han som selvstændig fysioterapeut i Ringsted og i Rehab i København.